# Gibson (North Carolina)
Gibson is een plaats (town) in de Amerikaanse staat North Carolina, en valt bestuurlijk gezien onder Scotland County.

## Demografie
Bij de volkstelling in 2000 werd het aantal inwoners vastgesteld op 584.
In 2006 is het aantal inwoners door het United States Census Bureau geschat op 570, een daling van 14 (-2,4%).

## Geografie
Volgens het United States Census Bureau beslaat de plaats een oppervlakte van
2,5 km², geheel bestaande uit land. Gibson ligt op ongeveer 73 m boven zeeniveau.

## Plaatsen in de nabije omgeving
De onderstaande figuur toont nabijgelegen plaatsen in een straal van 20 km rond Gibson.